# VOX (радиосвязь)
VOX (англ. voice operated exchange, также voice operated switch — управляемый голосом переключатель, произносится «вокс») — в аппаратуре радиосвязи система, которая автоматически переключает радиостанцию в режим передачи, как только оператор начинает говорить в микрофон, и возвращает в режим приема, когда оператор делает определенную паузу (обычно несколько десятых долей секунды). VOX повышает оперативность работы, избавляет оператора от необходимости нажимать тангенту или педаль при передаче, позволяет прослушивать эфир в паузах между своими репликами (полудуплекс).
Недостаток системы VOX — на её срабатывание требуется определенное время, порядка сотых или десятых долей секунды, из-за этого корреспондент может не услышать начало адресованной ему реплики. Чтобы этого избежать, операторы произносят в микрофон сначала какой-нибудь звук-паразит, а уже потом начинают говорить. Проблему решают, вводя в звуковой тракт передатчика задержку речевого сигнала: VOX срабатывает от фактического, незадержанного сигнала с микрофона, а в эфир речь передается с небольшой задержкой.
VOX может случайно сработать от звука из собственного громкоговорителя радиостанции. Поэтому его обычно дополняют системой AntiVOX — она снижает чувствительность VOX (или вовсе блокирует его), если на выходе приемника есть достаточно сильный сигнал.